# Jean Colonna d’Ornano
Jean Colonna d’Ornano (ur. 5 kwietnia 1895 w Algierze, zm. 11 stycznia 1941 w Murzuku) – oficer we francuskich wojskach kolonialnych i w czasie II wojny światowej, potem dowódca w armii France Libre, pozostającej pod rozkazami generała de Gaulle’a.

## Życiorys
Był potomkiem korsykańskiego rodu d’Ornano, wnukiem Napoleona d’Ornano (1806–1859), kuzyna Rodolphe’a-Auguste’a d’Ornano, pochodził z nieutytułowanej linii rodu, która nawiązując do legendy rodowej przybrała z nadania Napoleona III miano Colonna d’Ornano wraz z odmianą herbu rodowego, by się odróżnić od linii hrabiowskiej.
Jean Colonna d’Ornano pobierał nauki w Lycée d'Alger w Algierze. 24 września 1914 wstąpił do francuskiej armii kolonialnej i walczył jako sierżant z Niemcami w Senegalu. W marcu 1918 został mianowany podporucznikiem. Po zakończeniu I wojny światowej pozostał w armii i służył w Syrii, Senegalu i Mauretanii oraz na koniec od 1932 do 1938 w Maroku. Wybuch II wojny światowej zastał go w Afryce Równikowej, gdzie był dowódcą okręgu wojskowego w Czadzie.
W maju 1940 wojska Mussoliniego wkroczyły do francuskich posiadłości kolonialnych. W czerwcu 1940 dowódca d’Ornano dołączył do wojsk Wolnych Francuzów, pociągając za sobą dużą grupę oficerów i żołnierzy. 18 sierpnia 1940 roku również d’Ornano zdezerterował z wojsk wiernych Philippe’owi Pétainowi i dołączył do oddziałów Edgarda de Larminata w Léopoldville, następnie wraz z René Plevenem dotarł do Fort Lamy, gdzie gubernator Félix Éboué ogłosił przyłączenie Czadu do Wolnej Francji. Następnie został awansowany do stopnia podpułkownika i został zastępcą Pierre Marchanda, który był dowódcą senegalskiego pułku piechoty stacjonującego w Czadzie.
W grudniu 1940 roku współpracował z generałem Philippe’em Marie Leclerkiem, przygotowując ofensywę na tereny Libii. Od 2 stycznia 1941 roku przygotowywał plan ataku na miasto Murzuk. Zginął w walce, 11 stycznia 1941 roku
Pierwotnie pochowano go w Murzuku. 10 grudnia 1956 roku jego szczątki przeniesiono do Algieru, a 10 dni później na pokładzie krążownika Guichen trafiły do Ajaccio.

## Odznaczenia
Odznaczony następującymi odznaczeniami:
- Oficer Legii Honorowej
- Order Wyzwolenia
- Krzyż Wojenny 1914–1918
- Krzyż Wojenny TOE
- Medal Ruchu Oporu z Rozetą
- Krzyż Kombatanta
- Medal Kolonialny
- Oficer Orderu Gwiazdy Czarnej Beninu
- Oficer Orderu Sławy
- Oficer Orderu Alawitów